# Језеране
Језеране су насељено мјесто у сјеверној Лици. Припадају општини Бриње, у Личко-сењској жупанији, Република Хрватска.

## Географија
Језеране су удаљене око 10 км сјевероисточно од Бриња.

## Историја
До територијалне реорганизације у Хрватској насеље се налазило у саставу бивше велике општине Оточац.

## Становништво
Према попису из 1991. године, насеље Језеране је имало 547 становника. Према попису становништва из 2001. године, Језеране је имало 375 становника. Језеране су према попису становништва из 2011. године, имале 311 становника.
| Демографија | Демографија | Демографија |
| Година      | Становника  | Становника  |
| ----------- | ----------- | ----------- |
| 1971.       | 811         |             |
| 1981.       | 566         |             |
| 1991.       | 547         |             |
| 2001.       | 375         |             |

## Попис1991.
На попису становништва 1991. године, насељено место Језеране је имало 547 становника, следећег националног састава:
| Попис 1991.‍  | Попис 1991.‍  | Попис 1991.‍ | Попис 1991.‍ | Попис 1991.‍ |
| ------------ | ------------ | ----------- | ----------- | ----------- |
|              |              |             |             |             |
| Хрвати       | Хрвати       |             | 530         | 96,89%      |
| Срби         | Срби         |             | 2           | 0,36%       |
| Албанци      | Албанци      |             | 1           | 0,18%       |
| неопредељени | неопредељени |             | 3           | 0,54%       |
| непознато    | непознато    |             | 11          | 2,01%       |
| укупно: 547  |              |             |             |             |

## Знамените личности
- Јанко Вуковић-Подкапелски, морнарички официр
- Љубица Геровац, народни херој Југославије